# Slaget vid Argentoratum
Slaget vid Argentoratum, även Slaget vid Strasbourg, utkämpades år 357 mellan den romerska armén under caesar (ställföreträdande kejsare) Julianus, senare kejsar Julianus Apostata, och den alemanniska stamkonfederationen ledd av kung Chnodomar (Gundmar), nära dagens Strasbourg i Alsace, Frankrike. 
Efter hård strid vann romerska armén fullständig seger. Chnodomar blev tillfångatagen och sänd till Rom. Det romerska inflytandet vid floden Rhen återupprättades och de omkringvarande germanska stammarna fick betala tribut.